# Sukarapih (Sukarame)
Sukarapih is een bestuurslaag in het regentschap Tasikmalaya van de provincie West-Java, Indonesië. Sukarapih telt 6477 inwoners (volkstelling 2010).